# Marek Klaudiusz Marcellus
Marek Klaudiusz Marcellus (Marcus Claudius Marcellus) (ur. 42 p.n.e.; zm. 23 p.n.e.) – syn Gajusza Klaudiusza Marcellusa (Gaius Claudius Marcellus) i Oktawii Młodszej (Octavia Minor)
Będąc jednym z najbliższych krewnych Oktawiana stał się przedmiotem politycznych zabiegów. W wieku trzech lat został zaręczony z Pompeją, córką Sekstusa Pompejusza, gdy triumwirowie Oktawian i Marek Antoniusz zawarli z nim pokój w Puteoli. Gdy Pompejusz został trzy lata później pokonany, Pompeja wraz z ojcem uciekła do Azji i małżeństwo nie doszło do skutku.
Od 30 p.n.e. August rozpoczął wprowadzać Marcellusa w działalność publiczną, dając do zrozumienia, że widzi w nim swojego dziedzica. W 29 p.n.e. Marcellus uczestniczył w potrójnym tryumfie Oktawiana, na podobieństwo udziału Oktawiana w tryumfie Cezara w 46 p.n.e. W 25 p.n.e. jako trybun wojskowy brał udział w wyprawie Oktawiana do Hiszpanii. W tymże roku poślubił wówczas 14-letnią Julię, jedyną córkę cesarza Augusta. W 24 p.n.e. został pontyfikiem, uzyskał prawo bycia senatorem wśród ekspretorów oraz ubiegania się o konsulat 10 lat wcześniej niż zwyczajowo. W 23 p.n.e. sprawował swój pierwszy urząd publiczny jako edyl. Zorganizował wtedy wspaniałe igrzyska w celu pozyskania poparcia dla dalszej kariery politycznej. W końcu tego roku zachorował i przedwcześnie umarł w Bajach. Kasjusz Dion podaje, że przyczynienie się do jego śmierci zarzucano Liwii Druzylli, był to jednak rok częstych chorób. 
Był pierwszą osobą pochowaną w nowo zbudowanym Mauzoleum Augusta. Dla uczczenia jego pamięci Oktawia założyła bibliotekę, zaś August nazwał teatr imieniem Marcellusa. O jego przedwczesnej śmierci wspomina Wergiliusz w "Eneidzie".

## Wywód przodków
| 4. Gajusz Klaudiusz Marcellus pretor w 80 p.n.e. |  |                               |  |  |                              |
|                                                  |  | 2. Gajusz Klaudiusz Marcellus |  |  |                              |
| 5. NN                                            |  |                               |  |  |                              |
|                                                  |  |                               |  |  | 1. Marek Klaudiusz Marcellus |
| 6. Gajusz Oktawiusz                              |  |                               |  |  |                              |
|                                                  |  | 3. Oktawia Młodsza            |  |  |                              |
| 7. Atia Starsza                                  |  |                               |  |  |                              |
|                                                  |  |                               |  |  |                              |